# Napaeus barquini
Napaeus barquini is een slakkensoort uit de familie van de Enidae. De wetenschappelijke naam van de soort is voor het eerst geldig gepubliceerd in 2006 door Alonso & Ibanez.
Deze soort komt voor op La Gomera in de Canarische Eilanden. Ze leeft vooral op open rotsen bedekt met korstmos en "camoufleert" zichzelf door stukjes korstmos op haar schelp aan te brengen, die als ze droog zijn grillige uitsteeksels vormen.